# Kombinacja norweska na Mistrzostwach Świata Juniorów w Narciarstwie Klasycznym 2017
Kombinacja norweska na Mistrzostwach Świata Juniorów w Narciarstwie Klasycznym 2017 odbyła się w dniach 31 stycznia-4 lutego 2017 roku w amerykańskim Park City. Zawodnicy rywalizowali w trzech konkurencjach: sprincie, zawodach metodą Gundersena oraz zawodach drużynowych.

## Wyniki

### Gundersen HS100/10 km
31 stycznia
| Pozycja | Zawodnik         | Narodowość        | Czas    |
| ------- | ---------------- | ----------------- | ------- |
|         | Arttu Mäkiaho    | Finlandia         | 25:54,5 |
|         | Mika Vermuelen   | Austria           | +21,6   |
|         | Martin Hahn      | Niemcy            | +25,6   |
| 4.      | Lukáš Daněk      | Czechy            | +30,5   |
| 5.      | Luis Lehnert     | Niemcy            | +35,8   |
| 6.      | Ondřej Pažout    | Czechy            | +37,4   |
| 7.      | Vinzenz Geiger   | Niemcy            | +49,4   |
| 8.      | Atte Korhonen    | Finlandia         | +51,8   |
| 9.      | Marc Luis Rainer | Austria           | +53,7   |
| 10.     | Stephen Schumann | Stany Zjednoczone | +55,0   |

### Sprint HS100/5 km
4 lutego
| Pozycja | Zawodnik            | Narodowość        | Czas    |
| ------- | ------------------- | ----------------- | ------- |
|         | Vinzenz Geiger      | Niemcy            | 12:14,9 |
|         | Arttu Mäkiaho       | Finlandia         | +22,6   |
|         | Laurent Muhlethaler | Francja           | +23,9   |
| 4.      | Yuto Nakamura       | Japonia           | +42,8   |
| 5.      | Christian Deuschl   | Austria           | +46,1   |
| 6.      | Ondřej Pažout       | Czechy            | +48,6   |
| 7.      | Hisaki Nagamine     | Japonia           | +1:01,8 |
| 8.      | Lars Ivar Skårset   | Norwegia          | +1:04,9 |
| 9.      | Ben Loomis          | Stany Zjednoczone | +1:22,3 |
| 10.     | Matevž Malovrh      | Słowenia          | +1:24,1 |

### Sztafeta HS100/4x5 km
2 lutego
| Pozycja | Państwo   | Zawodnicy                                                                   | Czas    |
| ------- | --------- | --------------------------------------------------------------------------- | ------- |
|         | Austria   | Samuel Mraz Marc Luis Rainer Florian Dagn Mika Vermeulen                    | 46:17,4 |
|         | Francja   | Lilian Vaxelaire Laurent Muhlethaler Théo Rochat Maël Tyrode                | +9,7    |
|         | Czechy    | Ondřej Pažout David Zemek Jan Vytrval Lukáš Daněk                           | +15,3   |
| 4.      | Finlandia | Atte Korhonen Wille Karhumaa Atte Kettunen Arttu Mäkiaho                    | +44,3   |
| 5.      | Niemcy    | Maximilian Pfordte Luis Lehnert Martin Hahn Vinzenz Geiger                  | +1:22,0 |
| 6.      | Norwegia  | Jens Lurås Oftebro Kasper Moen Flatla Lars Ivar Skårset Einar Lurås Oftebro | +1:41,7 |